# محافظة لا ألتاجراسيا
محافظة لا ألتاجراسيا هي محافظة تقع شرق جمهورية الدومينيكان.